# Фінал Кубка Іспанії з футболу 1911
Фінал Кубка Іспанії з футболу 1911 — футбольний матч, що відбувся 15 квітня 1911 року. У ньому визначився 10-й переможець кубка Іспанії.

## Шлях до фіналу
| Атлетік             | Атлетік   | Атлетік   | Раунд        | Еспаньйол              | Еспаньйол         | Еспаньйол         |
| ------------------- | --------- | --------- | ------------ | ---------------------- | ----------------- | ----------------- |
| Суперник            | Результат | Матчі     |              | Суперник               | Результат         | Матчі             |
| Фортуна (Віго)      | 2–0       | 2–0 вдома | Перший раунд | -                      | -                 | -                 |
| Більбао             | 4–1       | 4–1 вдома | 1/4 фіналу   | Академія де Інфантерія | 6–0               | 6–0 вдома         |
| Сосьєдад Хімнастіка | 2–0       | 2–0 вдома | 1/2 фіналу   | Академія де Кабальєрія | технічна перемога | технічна перемога |

## Подробиці
| 15 квітня 1911 |

| Атлетік (Більбао)                  | 3:1      | Еспаньйол |
| ---------------------------------- | -------- | --------- |
| Вейтч 10' Белаунде 20' Герніка 50' | Протокол | Нейра 70' |

| Холасета, Гечо Арбітр: Скотт Мартір |

|  |  |

|    |  |                         |  |
|    |  |                         |  |
| В  |  | Луїс Асторкія           |  |
| З  |  | Роке Альєнде            |  |
| З  |  | Хуан Арсуага            |  |
| ПЗ |  | Періко Мандіола         |  |
| ПЗ |  | Хосе Марія Белаусте (к) |  |
| ПЗ |  | Ремігіо Іса             |  |
| Н  |  | Алехандро Сміт Ібарра   |  |
| Н  |  | Мартін Вейтч            |  |
| Н  |  | Мануель Герніка         |  |
| Н  |  | Северіно Суасо          |  |
| Н  |  | Луїс Белаунде           |  |

|    |  |                         |  |
|    |  |                         |  |
| В  |  | Педро Жіберт            |  |
| З  |  | Хосе Альварес           |  |
| З  |  | Сантьяго Массана        |  |
| ПЗ |  | Пласідо Альварес-Буйлья |  |
| ПЗ |  | Альфредо Массана (к)    |  |
| ПЗ |  | Луїс Ередія             |  |
| Н  |  | Еміліо Сампере          |  |
| Н  |  | Мануель дель Кастільйо  |  |
| Н  |  | Антоніо Нейра           |  |
| Н  |  | Армандо Жиральт         |  |
| Н  |  | Франсіско Баренис       |  |